# Fernando Blanco (Fußballspieler)
Fernando Blanco Garelli (* 4. Juni 1951), auch bekannt unter dem Spitznamen Pipo, ist ein ehemaliger mexikanischer Fußballspieler, der zunächst im offensiven Mittelfeld und später im Angriff agierte.

## Leben
Blanco gehörte zum Kader der mexikanischen Auswahl beim olympischen Fußballturnier von 1972 und kam in fünf von insgesamt sechs Spielen der Mexikaner zum Einsatz.
Trotzdem blieb dem zu jener Zeit beim CD Veracruz unter Vertrag stehenden Spieler eine größere Karriere versagt und er gehörte nur in wenigen Spielzeiten zum Kader einer in der höchsten mexikanischen Liga spielenden Mannschaft.